# Ženitev iz nevoščljivosti
Ženitev iz nevoščljivosti je krajše prozno besedilo Josipa Jurčiča. Delo je izšlo v časopisu Slovenski narod dne 26. januarja leta 1879.

## Vsebina
Pripovedovalec je na poti čez ljubljanski Kongresni trg, tedaj imenovan Zvezda, srečal starega znanca. Ta mu ves ponosen pove, da je že dva meseca poročen. Oženil se je z rdečelično kletarico, ki je prej tri leta skoraj opazil ni. Dekle ni premožno, čedno ali vsaj nekoliko izobraženo, zato se pripovedovalec čudi, da se je prijatelj tako oženil. Resnično vzrok poroke je bil petdesetletni računski uradnik, ki se je želel poročiti z dekletom. Prijatelj pa je postal ljubosumen in kar sam zasnubil dekle. Pripovedovalec mu pravi, da jo je torej vzel iz nevoščjivosti.
Prijatelja sta se poslovila. A soprog kletarice ni imel sreče. Leto za poroko se je od žene ločil, saj je izvedel za nekaj, kar ne bi smelo biti. Tolažbo je poiskal v vinu, kar ga je tudi pokopalo in pred letom dni je umrl. Večna luč naj mu sveti.